# Dapsa nikolajevi
Dapsa nikolajevi es una especie de coleóptero de la familia Endomychidae.

## Distribución geográfica
Habita en Uzbekistán.